# Procamelus
Procamelus (лат.) — род вымерших представителей семейства верблюдовых (Camelidae), обитавших от среднего до позднего миоцена (16—5,3 млн лет назад) и просуществовавший около 11 миллионов лет. Ископаемые остатки найдены в восточной Европе, Казахстане и Северной Америке. Название происходит от др.-греч. πρό, означающего «до» или обозначающего приоритет порядка, и др.-греч. κάμελος («верблюд»). Вместе это означает «передний верблюд», «ранний верблюд» или «предшественник верблюда».

## Характеристика
У Procamelus были длинные ноги, предназначенные для быстрого бега. Животные достигали высоты в плечах около 1,3 м — немного меньше, чем у современные ламы. В отличие от современных верблюдов, у Procamelus присутствовала пара мелких резцов в верхней челюсти. Остальные зубы были большими и приспособлены для употребления жёсткой растительности. Форма пальцев позволяет предположить, что животные обладали мозолистыми подушками на ногах, как современные верблюды, в отличие от более ранних форм верблюдов, у которых обычно были копыта. Это означает, что обычно Procamelus передвигались по относительно мягким почвам.

## Классификация
- † Procamelus occidentalis
- † Procamelus minor
- † Procamelus leptocolon
- † Procamelus grandis
- † Procamelus leptognathus